# Nikołaj Korżeniewski
Nikołaj Leopoldowicz Korżeniewski, ros. Николай Леопольдович Корженевский (ur. 6 lutego 1879 we wsi Zawierieżje w ówczesnym powiecie newelskim w guberni witebskiej, obecnie w rosyjskim obwodzie pskowskim), zm. 31 października 1958 w Taszkencie) – geograf rosyjski i radziecki. Jego ojciec był pochodzenia litewskiego, a matka była Polką.
Geograf fizyczny i glacjolog, członek korespondent Akademii Nauk Uzbeckiej SRR, profesor i kierownik katedry geografii fizycznej Uniwersytetu Środkowoazjatyckiego (ob. Uniwersytet Taszkencki).
Badał geografię fizyczną oraz lodowce Azji Środkowej. Opracował w 1930 katalog lodowców Azji środkowej, odkrył ok. 70 lodowców i szereg wyżyn górskich. Upamiętnił swoją żonę - Jewgieniję Korżeniewską - nadając nazwę Szczyt Korżeniewskiej jednemu z najwyższych szczytów w paśmie Pamiru. Na jego cześć nazwano trzy lodowce (w Górach Zaałajskich, Kakszaał too i Ałatau Zailijskim) i jedną wyżynę (w Górach Zaałajskich).